# 塩谷直也
塩谷 直也（しおたに なおや、1963年10月13日 - ）は、日本の神学者、青山学院大学法学部教授。宮崎県出身。

## 学歴
- 1987年 - 国際基督教大学教養学部卒業
- 1992年 - 東京神学大学修士課程修了

## 職歴
- 日本基督教団中京教会副牧師
- 梅ヶ丘教会牧師・府中刑務所教誨師
- 青山学院大学法学部教授

## 研究分野
- 宗教学
- 組織神学

## 著書
- 迷っているけど着くはずだ （新教出版社 2000年）ISBN 978-4400515944
- 忘れ物のぬくもり―聖書に学ぶ日々 （女子パウロ会 2007年） ISBN 978-4789606363